# Le cronache dei Jedi
Le cronache dei Jedi (Tales of the Jedi) è una serie a fumetti facente parte dell'Universo espanso di Guerre stellari. È stata scritta da Tom Veitch e Kevin J. Anderson, illustrata da svariati disegnatori e pubblicata da Dark Horse Comics tra ottobre 1993 e novembre 1998. Si compone di 35 comic book suddivisi in otto archi narrativi. L'edizione italiana è stata curata da Magic Press Edizioni e distribuita in sei volumi tra il 1997 e il 2002.
Nella cronologia interna della serie, Le cronache dei Jedi sono ambientate tra il 5000 e il 4000 BBY e rappresentano le storie più antiche dopo il romanzo Star Wars Dawn of the Jedi: Into the Void e il fumetto L'alba degli Jedi. Esse esplorano la Grande Guerra Iperspaziale e la Grande Guerra Sith, agli albori della Repubblica Galattica.

## Trama
Nel 5000 BBY i fratelli Gav e Jori Daragon, esploratori che si guadagnano da vivere compilando mappe stellari e tracciando nuove rotte di navigazione, precipitano sul pianeta Sith di Korriban proprio durante il funerale del precedente signore oscuro Marka Ragnos. L'Impero Sith si era sviluppato in modo fiorente ma in isolamento, da quando circa duemila anni prima alcuni Jedi Oscuri esiliati avevano raggiunto Ziost e si erano mescolati alla razza autoctona, elevandola con la loro tecnologia e la loro conoscenza del lato oscuro della Forza. Appreso dai due esploratori dell'esistenza della Repubblica Galattica, Naga Sadow sconfigge il suo rivale Ludo Kressh, si proclama nuovo sovrano dell'Impero Sith e lancia un'offensiva, passata alla storia come la grande guerra iperspaziale, contro la Repubblica e i Jedi. Dopo una serie di successi iniziali, Naga è messo alle strette e si rifugia su Yavin IV, dove ricorre ai suoi guerrieri massassi e alla tecnologia e alle stregonerie Sith per rimanere in vita sotto forma di spirito.
Seicento anni dopo, il Jedi reietto Freedon Nadd giunge su Yavin IV e apprende le arti oscure dallo spirito di Naga Sadow prima di trapassarlo. Nadd porta quindi le conoscenze acquisite su Onderon, dove insegna agli abitanti a utilizzare la magia Sith nella speranza di instaurare un nuovo impero. Nadd viene infine sconfitto dai Jedi, ma il suo spirito continua ad aleggiare sul pianeta sotto forma di presenza oscura, che si concretizza in una lunga guerra civile tra i cavalcabestie e la dinastia regnante di Iziz, ancora votata al lato oscuro. A quattrocento anni dall'inizio del conflitto, un'ambasciata Jedi guidata dal maestro Arca Jeth è inviata su Onderon per mettere fine alla guerra e promuovere dei negoziati di pace. Di essa fanno parte anche Ulic Qel-Droma, un giovane di talento e ambizione, e Nomi Sunrider, che ha preso il posto del suo deceduto marito come apprendista Jedi. Nel corso di due missioni i seguaci del lato oscuro di Onderon sono infine sconfitti e il pianeta viene liberato dalla minaccia oscura di Nadd. Durante il conflitto però gli insegnamenti di Nadd vengono trasmessi a Satal e Aleema Keto, due rampolli della dinastia del sistema Empress Teta e membri della setta oscura Krath.
Nel 3997 BBY Satal e Aleema operano un colpo di stato e si appropriano di Empress Teta, spingendo la Repubblica e i Jedi a intervenire. Ulic Qel-Droma è ferito da una scheggia imbevuta di magia Krath, che dà sfogo alle sue emozioni più aggressive e lo fa derivare verso il lato oscuro; quando il giovane tenta di infiltrare la setta per distruggerla dall'interno, perde di vista il suo obiettivo e si mette alla guida di Krath contro la Repubblica e i suoi vecchi compagni. Intanto il Jedi decaduto Exar Kun, passato al lato oscuro sotto gli insegnamenti dello spirito di Freedon Nadd, identifica Ulic come un ostacolo al suo piano di rifondazione dell'Impero Sith, e lo affronta; lo spirito di Marka Ragnos interrompe però il combattimento, e proclama Exar nuovo signore oscuro dei Sith e Ulic suo apprendista. Insieme i due scatenano la grande guerra Sith contro la Repubblica, sfruttando il supporto di apprendisti Jedi convertiti al lato oscuro, dei mandaloriani e di Krath. Durante il conflitto, il fratello di Ulic, Cay Qel-Droma, prova a convincerlo a ritornare alla luce, ma viene abbattuto da Ulic. Stravolto dal suo gesto, Ulic si arrende a Nomi Sunrider, che sfrutta i suoi poteri per tagliare la connessione dell'uomo con la Forza. Capendo ormai di essere stato sconfitto, Exar esegue un rituale per separare il suo spirito dal corpo e legarlo al tempio di Yavin IV.
Dieci anni dopo la guerra, Ulic si è isolato sul mondo ghiacciato di Rhen Var, dove desidera solo espiare in pace le sue colpe. Mentre Nomi ha preso le redini dell'ordine Jedi, sua figlia Vima Sunrider decide di andare in cerca dell'uomo per pregarlo di diventare suo maestro Jedi, cosa che la madre si è sempre rifiutata di fare. All'arrivo di Vima, Ulic è costretto a fare nuovamente i conti con il suo passato, ma accetta di diventare il mentore della ragazza. Con la sua posizione ormai rivelata, giunge sul pianeta anche Nomi e il suo seguito, e proprio un suo sottoposto ferisce mortalmente Ulic per accaparrarsi il merito di aver ucciso un criminale. Ulic quindi muore riappacificandosi infine con la Forza. 

## Creazione e sviluppo
Nel 1989 Tom Veitch propose a George Lucas di realizzare un fumetto su Guerre stellari; Lucas apprezzò l'idea e chiese all'autore di inviargli le sue proposte. Il primo concept di Veitch consisteva in una serie intitolata provvisoriamente The Jedi Chronicles, che avrebbe scavato nel passato dell'ordine Jedi, ma Lucas gli suggerì di dedicarsi piuttosto al post-Il ritorno dello Jedi, e prese così forma Star Wars: Dark Empire. Anche durante la stesura di Dark Empire, tuttavia, Veitch continuò a lavorare a The Jedi Chronicles e nelle appendici di Dark Empire poté inserire dei collegamenti all'opera che stava lentamente prendendo forma. Quando poi Dark Empire si rivelò un grande successo, Veitch propose nuovamente a Lucas The Jedi Chronicles, ottenendone l'approvazione e carta bianca, tranne per il titolo, che venne ritenuto troppo simile a Le avventure del giovane Indiana Jones (The Young Indiana Jones Chronicles) e cambiato quindi in Tales of the Jedi.
Veitch concepitì Tales of the Jedi come una serie antologica che avrebbe presentato storie differenti di antichi Jedi illustrate da vari artisti, i quali contribuirono in modo determinante a definire l'aspetto retrò della serie pur salvaguardando una continuità grafica con l'universo di Guerre stellari preesistente. Intanto, nel 1994, l'autore Kevin J. Anderson era al lavoro sulla sua trilogia dell'Accademia Jedi, in cui compariva lo spirito del signore oscuro dei Sith Exar Kun vissuto quattro millenni prima dell'inizio della serie. Appreso che Tales of the Jedi era ambientata proprio in quel periodo, Anderson avvicinò Veitch per chiedergli di poter includere nella sua serie un breve collegamento sulle origini del personaggio. Pensando più in grande, Veitch propose invece una narrazione epica di grande respiro, che avrebbe ripercorso le origini di Exar Kun e Ulic Qel-Droma nel teatro di una vasta guerra tra Jedi e Sith. Veitch e Anderson collaborarono ai due archi narrativi seguenti, quando Veitch abbandonò poi il progetto. Quando giunse il momento di scrivere il finale della storia di Ulic Qel-Droma, Anderson decise di prendere una direzione diversa da quella originariamente prevista da Veitch, per dare alla serie una conclusione più epica e sorprendente.

## Pubblicazione
La serie Le cronache dei Jedi è stata concepita e scritta da Tom Veitch e Kevin J. Anderson. I 35 comic book suddivisi in otto archi narrativi che compongono la serie sono stati pubblicati negli Stati Uniti da Dark Horse Comics tra ottobre 1993 e novembre 1998. L'edizione italiana è stata curata da Magic Press Edizioni e distribuita in sei volumi tra il 1997 e il 2002. Una riedizione a opera di Panini Comics, intitolata Le cronache degli Jedi, è stata pubblicata dal 22 febbraio 2018 al 26 settembre 2019.
I primi tre archi narrativi — Ulic Qel-Droma and the Beast Wars of Onderon, The Saga of Nomi Sunrider e The Freedon Nadd Uprising — furono scritti da Veitch e illustrati rispettivamente da Christian Gossett, Janine Johnston, David Roach, che si succedettero nel lavoro su The Saga of Nomi Sunrider, e Tony Akins. Le tre storie furono raccolte nel volume I cavalieri della Vecchia Repubblica nell'edizione italiana. L'arco successivo, Dark Lords of the Sith e pubblicato in italiano come Gli oscuri signori dei Sith, vide la collaborazione di Veitch e Anderson alla scrittura e di Gossett e Art Wetherell ai disegni. Con il terzo arco, The Sith War, La guerra dei Sith in italiano, Veitch lasciò il progetto e la scrittura venne portata avanti dal solo Anderson e le illustrazioni affidate a Dario Carrasco Jr. I due artisti presero quindi una pausa dagli eventi della grande guerra Sith con i due archi narrativi prequel The Golden Age of the Sith e The Fall of the Sith Empire, che ripercorrono la grande guerra iperspaziale e l'ascesa e il declino dell'Impero Sith mille anni prima dell'inizio della serie. Questi due antefatti furono pubblicati in italiano con i titoli L'età d'oro dei Sith e La caduta dell'impero Sith. Con l'ultimo arco narrativo, intitolato Redemption e Redenzione in italiano, Anderson e Gossett tornarono infine alla storia di Ulic Qel-Droma per concluderla.
| Edizione statunitense | Edizione statunitense                                                     | Edizione statunitense | Edizione italiana | Edizione italiana                    | Edizione italiana  |
| N.                    | Titolo                                                                    | Data pubblicazione    | N.                | Titolo                               | Data pubblicazione |
| --------------------- | ------------------------------------------------------------------------- | --------------------- | ----------------- | ------------------------------------ | ------------------ |
| 1                     | Tales of the Jedi 1: Ulic Qel-Droma and the Beast Wars of Onderon, Part 1 | 1º ottobre 1993       | 1                 | I cavalieri della Vecchia Repubblica | 1997               |
| 2                     | Tales of the Jedi 2: Ulic Qel-Droma and the Beast Wars of Onderon, Part 2 | 1º novembre 1993      | 1                 | I cavalieri della Vecchia Repubblica | 1997               |
| 3                     | Tales of the Jedi 3: The Saga of Nomi Sunrider, Part 1                    | 1º dicembre 1993      | 1                 | I cavalieri della Vecchia Repubblica | 1997               |
| 4                     | Tales of the Jedi 4: The Saga of Nomi Sunrider, Part 2                    | 1º gennaio 1994       | 1                 | I cavalieri della Vecchia Repubblica | 1997               |
| 5                     | Tales of the Jedi 5: The Saga of Nomi Sunrider, Part 3                    | 1º febbraio 1994      | 1                 | I cavalieri della Vecchia Repubblica | 1997               |
| 6                     | The Freedon Nadd Uprising 1                                               | 1º agosto 1994        | 1                 | I cavalieri della Vecchia Repubblica | 1997               |
| 7                     | The Freedon Nadd Uprising 2: Initiates of the Sith                        | 1º settembre 1994     | 1                 | I cavalieri della Vecchia Repubblica | 1997               |
| 8                     | Dark Lords of the Sith 1: Masters and Students of the Force               | 1º ottobre 1994       | 2                 | Gli oscuri signori dei Sith          | 1998               |
| 9                     | Dark Lords of the Sith 2: The Quest for the Sith                          | 1º novembre 1994      | 2                 | Gli oscuri signori dei Sith          | 1998               |
| 10                    | Dark Lords of the Sith 3: Descent to the Dark Side                        | 1º dicembre 1994      | 2                 | Gli oscuri signori dei Sith          | 1998               |
| 11                    | Dark Lords of the Sith 4: Death of a Dark Jedi                            | 1º gennaio 1995       | 2                 | Gli oscuri signori dei Sith          | 1998               |
| 12                    | Dark Lords of the Sith 5: Sith Secrets                                    | 1º febbraio 1995      | 2                 | Gli oscuri signori dei Sith          | 1998               |
| 13                    | Dark Lords of the Sith 6: Jedi Assault                                    | 1º marzo 1995         | 2                 | Gli oscuri signori dei Sith          | 1998               |
| 14                    | The Sith War 1: Edge of the Whirlwind                                     | 1º agosto 1995        | 3                 | La guerra dei Sith                   | 1999               |
| 15                    | The Sith War 2: The Battle of Coruscant                                   | 1º settembre 1995     | 3                 | La guerra dei Sith                   | 1999               |
| 16                    | The Sith War 3: The Trial of Ulic Qel-Droma                               | 1º ottobre 1995       | 3                 | La guerra dei Sith                   | 1999               |
| 17                    | The Sith War 4: Jedi Holocaust                                            | 1º novembre 1995      | 3                 | La guerra dei Sith                   | 1999               |
| 18                    | The Sith War 5: Brother Against Brother                                   | 1º dicembre 1995      | 3                 | La guerra dei Sith                   | 1999               |
| 19                    | The Sith War 6: Dark Lord                                                 | 1º gennaio 1996       | 3                 | La guerra dei Sith                   | 1999               |
| 20                    | The Golden Age of the Sith 0: Conquest and Unification                    | 1º luglio 1996        | 4                 | L'età d'oro dei Sith                 | 1999               |
| 21                    | The Golden Age of the Sith 1: Into the Unknown                            | 1º ottobre 1996       | 4                 | L'età d'oro dei Sith                 | 1999               |
| 22                    | The Golden Age of the Sith 2: Funeral for a Dark Lord                     | 1º novembre 1996      | 4                 | L'età d'oro dei Sith                 | 1999               |
| 23                    | The Golden Age of the Sith 3: The Fabric of an Empire                     | 1º dicembre 1996      | 4                 | L'età d'oro dei Sith                 | 1999               |
| 24                    | The Golden Age of the Sith 4: Pawns of a Sith Lord                        | 1º gennaio 1997       | 4                 | L'età d'oro dei Sith                 | 1999               |
| 25                    | The Golden Age of the Sith 5: The Flight of Starbreaker 12                | 1º febbraio 1997      | 4                 | L'età d'oro dei Sith                 | 1999               |
| 26                    | The Fall of the Sith Empire 1: Desperate Measures                         | 18 giugno 1997        | 5                 | La caduta dell'impero Sith           | 2000               |
| 27                    | The Fall of the Sith Empire 2: Forces in Collision                        | 23 luglio 1997        | 5                 | La caduta dell'impero Sith           | 2000               |
| 28                    | The Fall of the Sith Empire 3: First Encounter                            | 20 agosto 1997        | 5                 | La caduta dell'impero Sith           | 2000               |
| 29                    | The Fall of the Sith Empire 4: The Dogs of War                            | 17 settembre 1997     | 5                 | La caduta dell'impero Sith           | 2000               |
| 30                    | The Fall of the Sith Empire 5: End of an Empire                           | 22 ottobre 1997       | 5                 | La caduta dell'impero Sith           | 2000               |
| 31                    | Redemption 1: A Gathering of Jedi                                         | 22 luglio 1998        | 6                 | Redenzione                           | 2002               |
| 32                    | Redemption 2: The Search for Peace                                        | 26 agosto 1998        | 6                 | Redenzione                           | 2002               |
| 33                    | Redemption 3: Homecoming                                                  | 23 settembre 1998     | 6                 | Redenzione                           | 2002               |
| 34                    | Redemption 4: The Trials of a Jedi                                        | 28 ottobre 1998       | 6                 | Redenzione                           | 2002               |
| 35                    | Redemption 5: Master                                                      | 25 novembre 1998      | 6                 | Redenzione                           | 2002               |

## Accoglienza e impatto culturale
Le cronache dei Jedi rappresenta il primo tentativo di esplorare la galassia di Guerre stellari nel periodo di molto precedente ai film; e in quanto tale ha introdotto ambientazioni, linee narrative e personaggi ampiamente ripresi dai videogiochi Star Wars: Knights of the Old Republic e Star Wars: The Old Republic e dalla serie a fumetti Knights of the Old Republic, che si collocano subito dopo nella cronologia interna della saga. Kevin J. Anderson lo considera il suo miglior apporto all'Universo espanso di Guerre stellari.